# Nanoscypha bella
Nanoscypha bella är en svampart som först beskrevs av Berk. & M.A. Curtis, och fick sitt nu gällande namn av Pfister 1974. Nanoscypha bella ingår i släktet Nanoscypha och familjen Sarcoscyphaceae.   Inga underarter finns listade i Catalogue of Life.